# عبد العزيز الصقر
عبد العزيز حمد عبد الله الصقر (1913 - 23 مايو 2005)، سياسي واقتصادي كويتي.

## حياته
ولد في مدينة الكويت بمنطقة القبلة، والده هو حمد عبد الله الصقر رئيس مجلس الشورى في عام 1921، وثاني أكبر إخوته من حيث العمر، حيث يأتي عبد الله ثم عبد العزيز ثم محمد وجاسم وعبد الوهاب. درس في البداية في المدرسة المباركية، ثم درس في المدرسة الأحمدية، وبعدها سافر إلى كراتشي مع خاله ودرس هناك اللغة الإنجليزية، أرسله والده إلى الهند لتعلم تجارة التمور، وأكمل مشوار والده في التجارة بين الكويت والهند بعد وفاته، في عام 1951 عاد إلى الكويت.

## مساهماته وعضوياته
- ساهم بتأسيس بنك الكويت الوطني في عام 1952
- ساهم بتأسيس الخطوط الجوية الكويتية في عام 1954
- ساهم بتأسيس شركة ناقلات نفط الكويت في عام 1957
- ساهم بتأسيس شركة السينما الكويتية في 1957
- ساهم في تأسيس غرفة تجارة وصناعة الكويت في عام 1959 وترأسها لمدة 36 سنة.
- عضو في المجلس البلدي في عامي 1952 و 1955.[5]
- انتخب عضواً في المجلس التأسيسي في عام 1962.
- وزير الصحة في أول مجلس للوزراء بتاريخ الكويت.
- عضواً في مجلس الأمة لعام 1963 الذي ترشح له وبعد فوزه في الانتخابات أصبح ثاني رئيس له.[6]
- ترشح في انتخابات المجلس لعام 1967 وفاز فيها ولكنه رفض المقعد بسبب تزوير الانتخابات.[7]
- ساهم في تأسيس مبنى كلية القانون في جامعة النجاح الوطنية.